# Julius Richard Petri
Julius Richard Petri (Barmen, 31 de maig de 1852 - Zeitz, 20 de desembre de 1921) fou un bacteriòleg alemany, conegut per inventar la placa de Petri quan treballava d'assistent de Robert Koch.

## Biografia
Després de cursar estudis primaris i secundaris, va estudiar medicina en la Kaiser Wilhelm-Akademie per a metges militars entre 1871 i 1875. Va realitzar el doctorat com a metge en la Charité de Berlín, grau que va obtenir en 1876.
Va inventar les denominades plaques de Petri, uns recipients circulars inicialment de vidre (actualment de plàstic) d'uns deu centímetres de diàmetre i un centímetre d'alt, utilitzats per albergar els medis de cultiu utilitzats en bacteriologia.
Entre 1876 i 1882 va exercir com a metge militar i va ser ajudant de Robert Koch, sent en 1877 quan va inventar la placa Petri. Aquesta s'utilitza en els laboratoris principalment per al cultiu de microorganismes, solent-se cobrir el fons amb diferents medis sòlids de cultiu segons el microorganisme que es vulgui conrear.
A través del desenvolupament de les plaques de Petri, es va potenciar la microbiologia d'una forma extraordinària. Per aquesta època s'aïllen la majoria dels microorganismes, responsables de les malalties contagioses que estaven causant estralls en aquests anys, tals com la diftèria, còlera, de manera que a la fi del segle xix es coneixien els causants de moltes de les malalties infeccioses.

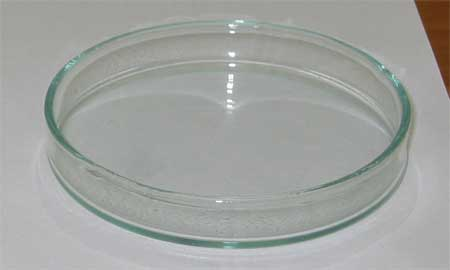
Placa de Petri.

## Treballs
- 1876: Attempts at the chemistry of proteins
- 1887: Methods of modern bacteria research (in: Collection Exoteric Scientific Lectures)
- 1889: The danger of carbon soda furnaces
- 1890: Industrial hygiene
- 1893: Experiments on the spread of contagious diseases, especially tuberculosis, by the railway and on measures to be taken
- 1896: The microscope. From its beginnings to the present perfection
- 1897: A judgment of high-pressure Pasteurising apparatus
- 1897: Towards quality testing in butter and milk
- Apparatus for determination of water content in milk by distillation in a vacuum

## Google Doodle
El 31 de maig de 2013 Google va crear un Google Doodle animat per a commemorar el 161è aniversari del seu naixement.